# Petit Trianon

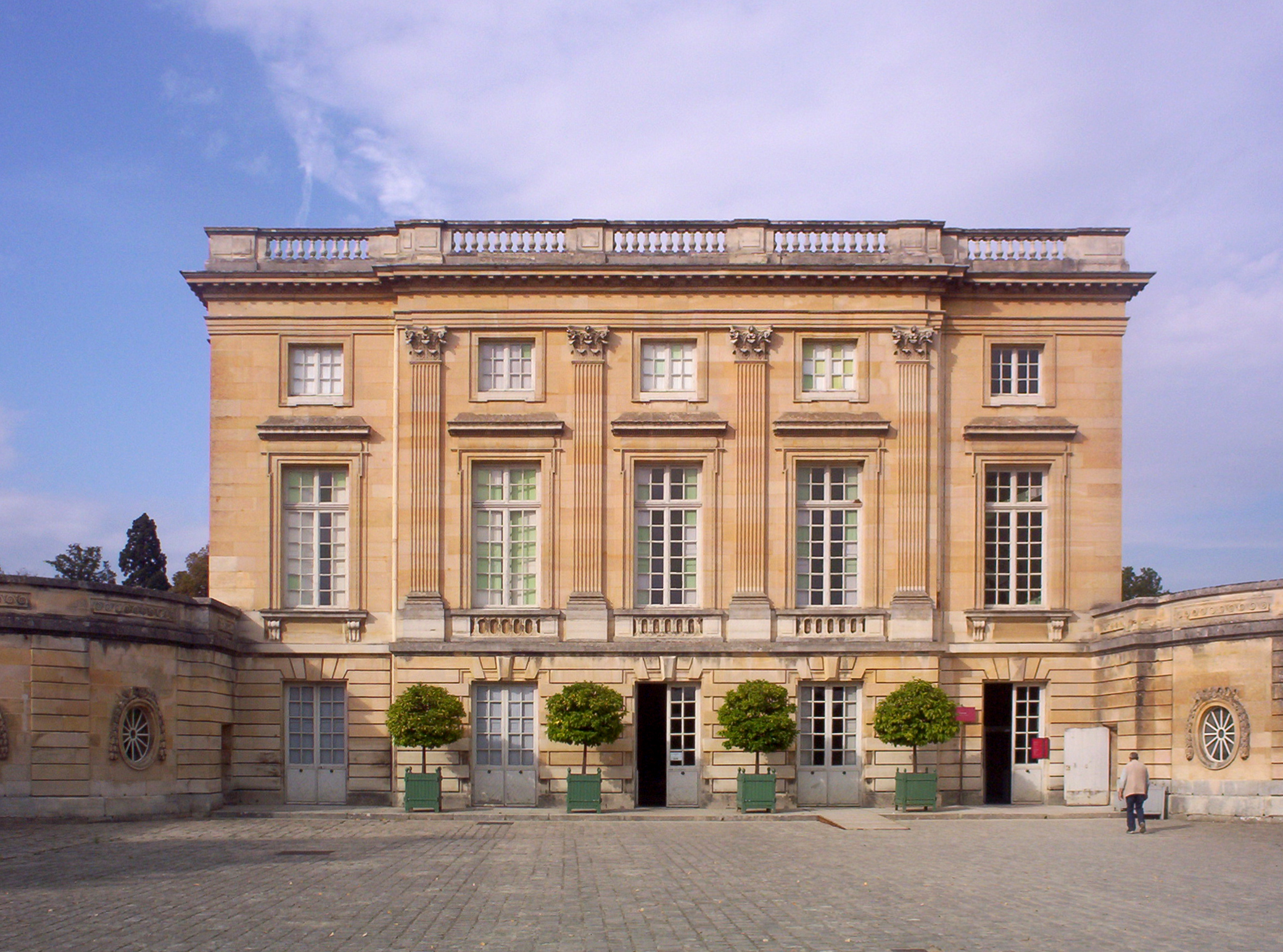
Het Petit Trianon in 2002

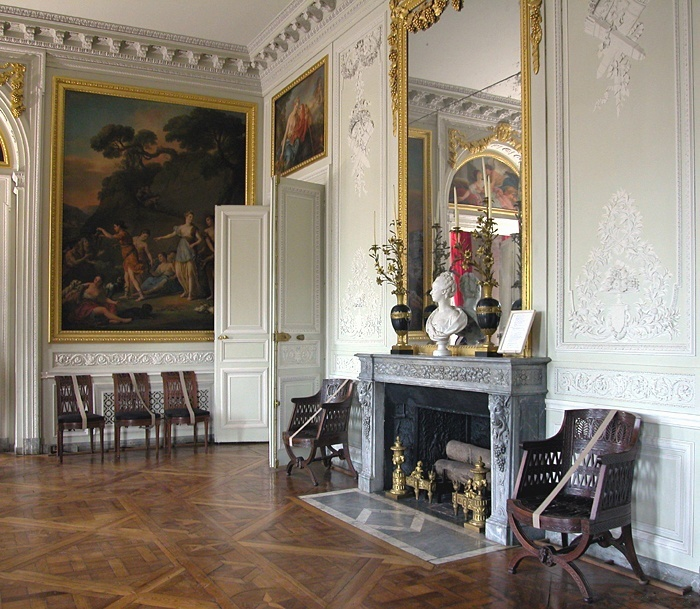
18e-eeuws salon in het Petit Trianon

Het Petit Trianon ("Klein Trianon") is een klein lustslot gelegen in de Franse tuin van het Kasteel van Versailles, niet ver van het Grand Trianon.
Het paviljoen werd gebouwd tussen 1762 en 1768 door Ange-Jacques Gabriel als een klein kasteel met een vierkante plattegrond. De vier gevels zijn onderling verschillend van stijl. De voorgevel heeft vier hoge Korinthische zuilen.
Het Petit Trianon was een geschenk van Lodewijk XV aan madame de Pompadour. Omdat zij vóór de voltooiing stierf, nam hij het gebouw in gebruik met Madame du Barry, een van zijn andere maîtresses. Marie Antoinette kreeg het in 1775 cadeau van Lodewijk XVI. Ze liet het park eromheen, dat voordien tijdens de daguren toegankelijk was voor het publiek, afsluiten en liet de bijhorende serres afbreken. Het in 1775-1784 voor Marie Antoinette ontworpen lusthof van het Petit Trianon bevat onder andere:
- Theater van de Koningin (Théâtre de la Reine)
- Tempel der Liefde (Temple de l'amour)
- een uitzichttoren (Belvédère)

Aangrenzend bevindt zich het in 1783-1786 door Richard Mique (1728–1794) aangelegde Le Hameau de la Reine.
Marie Antoinette trok zich graag terug in het Petit Trianon, in het gezelschap van maar enkele hofdames, haar kinderen of haar schoonzus Madame Elisabeth. Ze verbleef hier in totaal 116 dagen gedurende haar tienjarig verblijf in Versailles. In het interieur liet ze een nieuw boudoir inrichten en in het smeedwerk van de vestibule liet ze haar initialen aanbrengen.
Na de Franse Revolutie, in 1793, werd het meubilair weggehaald en deed het gebouw dienst als hotel. Napoleon stelde het Petit Trianon ter beschikking aan zijn zus Pauline Bonaparte. Na de Restauratie nam de dochter van Lodewijk XVI er haar intrek. Daarna verbleef koning Lodewijk Filips er soms met zijn echtgenote. Onder het Tweede Franse Keizerrijk liet keizerin Eugénie het gebouw inrichten als museum gewijd aan Marie Antoinette.
Het werd in de 20e eeuw uitgebreid gerestaureerd. Het Petit Trianon en de achterliggende tuinen zijn opengesteld voor publiek.

Petit Trianon op een kaart met de omliggende tuinen
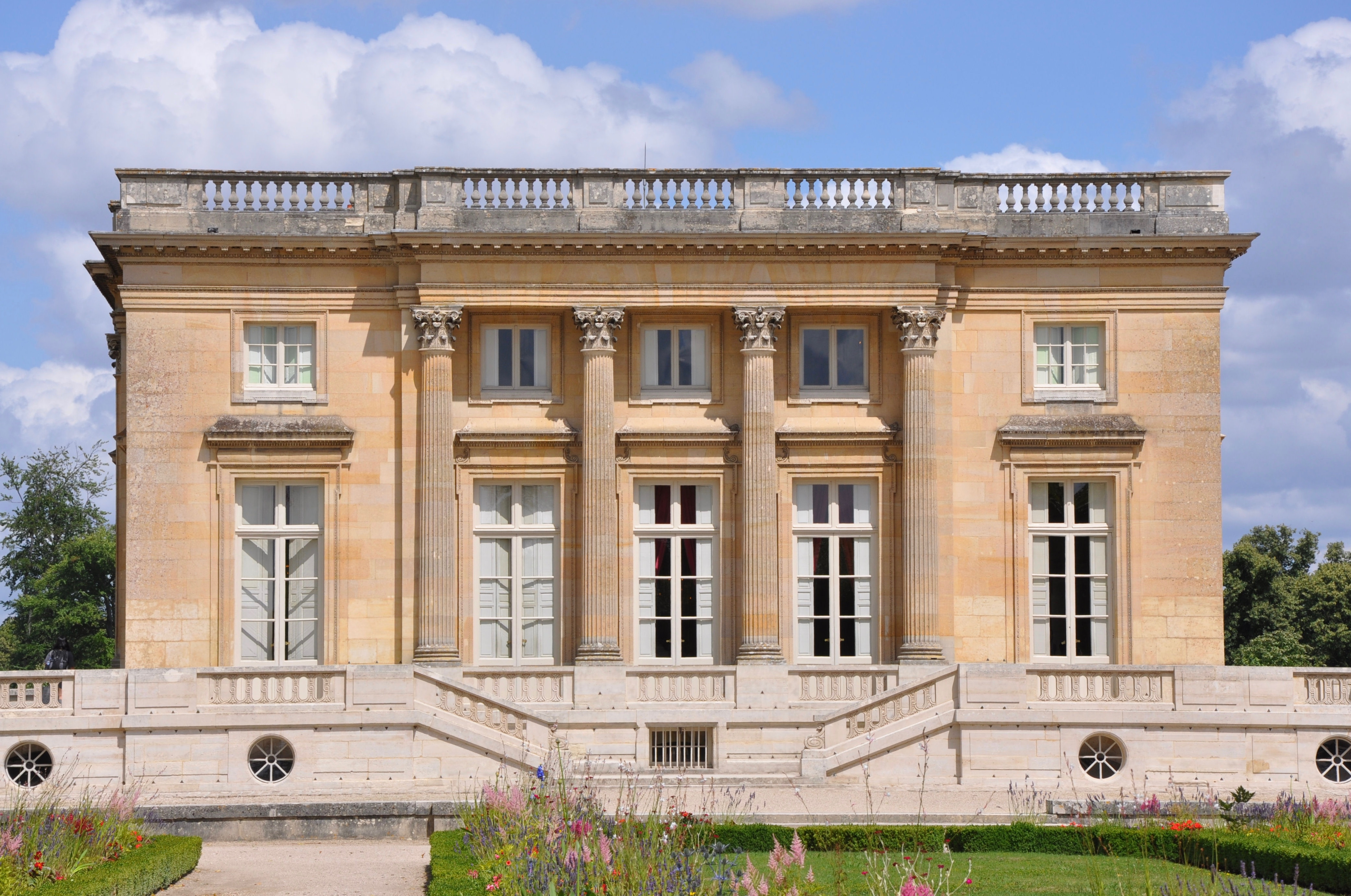
Westelijke facade

## Navolging
Het Oost-Vlaamse Kasteel van Wannegem-Lede wordt weleens het Belgische Petit Trianon genoemd. Het is gebouwd in classicistische of Lodewijk XVI-stijl in 1785-1786 naar een ontwerp van Barnabé Guimard. Ook voor de bouw van het Koloniënpaleis in Tervuren, waar de koloniale afdeling van de Wereldtentoonstelling van 1897 werd georganiseerd, liet de Franse architect Alfred-Philibert Aldrophe zich inspireren door het Petit Trianon. Het Koloniënpaleis bood onderdak aan het eerste permanente Congomuseum (1898-1909) en huisvest tegenwoordig de wetenschappelijke diensten van het AfricaMuseum.